# Grand Hotel (Fernsehserie, 2019)
Grand Hotel  ist eine US-amerikanische Fernsehserie von Brian Tanen und basiert auf der gleichnamigen spanischen Fernsehserie, die zwischen 2011 und 2013 ausgestrahlt wurde. Die Serie handelt von einem Hotel in Miami Beach, welches sich in Familienbesitz befindet. Die Serie startete am 17. Juni 2019 auf dem US-amerikanischen Network ABC und wurde nach der ersten Staffel im Oktober 2019 eingestellt.

## Handlung
Während eines verheerenden Hurrikans verschwindet die Köchin Sky Garibaldi spurlos, nachdem sie brisante Informationen über den Hotelchef Santiago Mendoza herausgefunden hat. Sie konnte noch ihrem Bruder Danny eine Nachricht hinterlassen, bevor sie von einer unbekannten Gestalt niedergeschlagen wurde. Danny bewirbt sich im Hotel als Kellner, um das Rätsel des Verschwindens seiner Schwester zu lösen.
Santiago Mendoza und seine zweite Ehefrau Gigi planen das das Familienhotel Riviera Grand in Miami Beach an chinesische Investoren zu verkaufen, sehr zum Missfallen von Alicia und Javier, Santiagos Kinder aus erster Ehe mit Beatriz. Der Deal platzt jedoch in letzter Minute, als der Käufer Byron erfährt, dass seine zukünftige Ehefrau Caroline, die Tochter von Gigi, ihn betrogen hat. Da das Hotel bereits seit Jahren in finanziellen Schwierigkeiten gesteckt hat, lieh Santiago von der zwielichtigen Geschäftsfrau Teresa Williams Geld. Um sicherzustellen, dass Santiago seine Schulden begleicht, musste dieser Mateo, der für Teresa arbeitet einstellen. Mateo beginnt eine Affäre mit dem Zimmermädchen Ingrid, die von ihm schwanger wird. Er will, dass sie das ungeborene Kind abtreibt, was Ingrid jedoch nicht tut. Nach einem belauschten Gespräch zwischen Gigi und Santiago über dessen Sohn Javier, fasst Ingrid den Entschluss, das Kind Javier unterzuschieben. Da Javier sowieso den Ruf des Womanizers im Hotel hat, glaubt er ihr, dass er Vater des Kindes ist. Die beiden kommen sich näher und werden ein Paar. Dies bricht Ingrids bestem Freund Jason Parker das Herz, da er heimlich in diese verliebt ist. Gigi kommt dahinter, dass Ingrids Kind nicht von Javier ist, sondern von Mateo. Sie stellt Ingrid vor ein Ultimatum und diese beichtet Javier die Wahrheit. Dieser verlässt daraufhin Ingrid und verfällt wieder seiner Tabletten- und Alkoholsucht, die er bereits vor einigen Jahren, nachdem er während der High-School-Zeit sein Bein verloren hat, überwinden musste. Danny erfährt dadurch, dass seine Schwester Sky auch als Drogendealerin gearbeitet hat und Javier ihr Kunde war. Ingrid wiederum verliert kurze Zeit später das Kind.
Danny trifft im Hotel auf Alicia und ist sofort von ihr fasziniert. Die beiden kommen sich näher, aber Danny erzählt ihr nicht die Wahrheit, auch nicht, dass er eine Freundin hat. Da Danny zunächst keine Beziehung mit Alicia führen möchte, kommt diese mit ihrem ehemaligen Studienkollegen Oliver zusammen, der für das konkurrierende Finn Hotel arbeitet. Aus diesem Grund scheitert die Beziehung nach kurzer Zeit und Alicia und Danny kommen zusammen. Als jedoch Dannys Ex-Freundin Heather Davis im Hotel auftaucht, erfährt Alicia die ganze Wahrheit. Zunächst ist diese von Danny enttäuscht, aber hilft ihm bei seiner Suche. Auch Jason findet heraus, dass Sky Dannys Schwester ist und hilft ihm bei seinen Recherchen. Die beiden kommen dahinter, dass Sky eine heimliche Beziehung mit Yoli, der zweiten Tochter von Gigi, führte.
Auch Mateo und Santiago wissen mehr über das Verschwinden von Sky und werden von Nelson damit erpresst. Mateo stellt und tötet ihn, um das Geheimnis zu wahren. Als Teresa im Hotel auftaucht und sich in die Geschäfte einmischen will, suchen Santiago und Gigi nach einer Möglichkeit, diese wieder loszuwerden. Sie kommen dahinter, dass Teresa Menschenhandel betreibt. Die beiden lassen Teresa auffliegen, die mit Mateo flieht. Mateo, der sich  endlich aus den Fängen von Teresa befreien will, erschießt sie. Santiago glaubt, so Mateo los zu sein, aber dieser erpresst ihn mit seinem Wissen aus der Nacht von Skys Verschwinden. Er hat die Videoaufnahmen, auf denen Gigi blutverschmiert zu sehen ist. Gigi muss währenddessen erfahren, dass ihr Ex-Mann Felix wieder in der Stadt ist und Kontakt zu seinen Töchtern Carolina und Yoli aufgenommen hat. Die Schwester schleusen Felix in ein geheimes Zimmer im Hotel ein. Gigi gibt vor, Felix wieder zu vertrauen, will aber nur an sein Geld und trickst ihn aus. Als Alicia und Javier von dem geheimen Zimmer erfahren, kommen Erinnerung an ihre Mutter Beatriz zu Tage. So kommt heraus, dass Beatriz unter einer bipolaren Störung litt und nicht wie behauptet an einem Herzversagen starb, sondern Suizid beging. Sie hinterließ einen Abschiedsbrief, der von ihrer Freundin Gigi entwendet wurde.
Mit der Zeit kommt Danny der Wahrheit auf die Spur. Seine Schwester Sky fand den Abschiedsbrief von Beatriz in Gigis Tresor und entwendete diesen. In dem Brief schrieb Beatriz, dass sie von der Affäre zwischen ihrem Mann und der Hausdame des Hotels Helen Parker, genannt Mrs. P, weiß und auch, dass ihr Sohn Jason Santiagos Sohn ist. Gigi hat den Brief unterschlagen, da sie Angst hatte, dass Santiago sein Erbe an Jason vergibt und ihre Töchter Carolina und Yoli vernachlässigt. Als Sky Gigi mit ihrem Wissen erpresste, kam es während des Hurrikans zu einem Streit. Sky wurde dabei von Malcom, Helens Ehemann, niedergeschlagen und verstarb. Malcom ahnte bereits seit Jahren, dass Jason nicht sein Sohn war und belauschte ein Gespräch zwischen Helen und Gigi, wodurch er Gewissheit erlangte. Da er seine Familie schützen wollte, brachte er Sky um. Danny liefert ihn nicht der Polizei aus, da Malcom an Lungenkrebs erkrankt ist und wenig später verstirbt. Als Santiago die Wahrheit erfährt, ist er von seiner Frau Gigi enttäuscht, da er immer glaubte, dass Gigi Sky ermordet hat.
Danny und Alicia kommen wieder zusammen, während Mateo von Santiago gefeuert wird und Rache schwört. Außerdem will sich Santiago um Jason kümmern, was Helen missbilligt, da sie ihrem Sohn die Wahrheit noch nicht sagen will. Er will Jason des Weiteren in seinem Testament berücksichtigen, was Gigi wiederum nicht gefällt. Die Serie endet damit, dass Santiago in den Katakomben des Hotels niedergeschossen wird.

## Produktion
Am 21. November 2017 wurde bekannt, dass ABC eine US-amerikanische Adaption der spanischen Fernsehserie Gran Hotel entwickelt. Das Pilotskript für Grand Hotel sollte von Brian Tanen geschrieben werden, der neben Eva Longoria, Ben Spector, Oliver Bachert und Christian Gockel auch als ausführender Produzent fungierte. Zu den am Pilotprojekt beteiligten Produktionsfirmen gehören ABC Studios und UnveliEVAble Entertainment. Am 2. Februar 2018 bestellte ABC eine offizielle Pilotfolge.
Die zentralen Hauptrollen wurden mit Roselyn Sánchez und Demián Bichir besetzt, während Longoria eine Gastrolle übernehmen wird. Die Pilotfolge wurde im März 2018 im Fontainebleau Miami Beach in Miami, Florida, gedreht. Am 11. Mai 2018 wurde eine erste Staffel von ABC geordert, die zur Midsaison 2018/2019 ausgestrahlt werden soll. Diese wurde nicht mehr in Florida gedreht, sondern in einem Nachbau in Los Angeles, Kalifornien. Die Außenaufnahmen, die während der Staffel zu sehen waren, entstanden weiterhin am Fontainebleau in Miami. Ein Monat nach Ausstrahlung des Staffelfinales wurde die Einstellung der Serie bekanntgegeben.

## Besetzung und Synchronisation
Die deutsche Synchronisation wird von der Synchronfirma EuroSync GmbH in Berlin erstellt. Verantwortlich für die Dialogregie und für das Dialogbuch ist Christian Schneider.
| Rollenname            | Schauspieler/in       | Episoden         | Synchronsprecher/in |
| Hauptrollen           | Hauptrollen           | Hauptrollen      | Hauptrollen         |
| --------------------- | --------------------- | ---------------- | ------------------- |
| Santiago Mendoza      | Demián Bichir         | 1–13             |                     |
| Gigi Mendoza          | Roselyn Sánchez       | 1–13             | Christin Marquitan  |
| Alicia Mendoza        | Denyse Tontz          | 1–13             |                     |
| Javier Mendoza        | Bryan Craig           | 1–13             | David Turba         |
| Helen "Mrs. P" Parker | Wendy Raquel Robinson | 1–13             |                     |
| Danny Garibaldi       | Lincoln Younes        | 1–13             | Tim Schwarzmaier    |
| Mateo                 | Shalim Ortiz          | 1–13             | Nico Mamone         |
| Ingrid                | Anne Winters          | 1–13             | Marie Hinze         |
| Jason Parker          | Chris Warren          | 1–13             | Jannik Endemann     |
| Carolina Renna        | Feliz Ramirez         | 1–13             | Luisa Wietzorek     |
| Yoli Renna            | Justina Adorno        | 1–13             | Lea Kalbhenn        |
| Nebenrollen           |                       |                  |                     |
| Sky Garibaldi         | Arielle Kebbel        | 1–3, 13          | Vera Teltz          |
| El Rey                | Jencarlos Canela      | 1–3, 7           |                     |
| Malcolm Parker        | John Marshall Jones   | 2–5, 8–9, 12–13  |                     |
| Nelson                | Matt Shively          | 2–5              | Philip Süß          |
| Marisa                | Sabrina Texidor       | 2, 4–7, 9–11, 13 |                     |
| Heather Davis         | Elizabeth McLaughlin  | 4–6, 9–10        |                     |
| Dr. Sonja Grant       | Stefanie Sherk        | 5–6, 8, 12       |                     |
| Felix Renna           | Adrian Pasdar         | 8–11             | Thomas Nero Wolff   |
| Detective Ayala       | Christina Vidal       | 9–12             |                     |
| Gastrollen            |                       |                  |                     |
| Byron                 | Ken Kirby             | 1, 11–12         |                     |
| Beatriz Mendoza       | Eva Longoria Bastón   | 3, 11–12         | Anna Carlsson       |
| Michael Finn          | Richard Burgi         | 6–7              | Erich Räuker        |
| Oliver                | Freddie Stroma        | 6–7              |                     |
| Teresa Williams       | Katey Sagal           | 9–11             | Traudel Haas        |
| Vanessa               | Cassie Scerbo         | 10–11, 13        |                     |
| Roxanne               | Jessalyn Gilsig       | 13               | Melanie Pukaß       |

## Ausstrahlung
Vereinigte Staaten
Die erste Folge wurde am 17. Juni 2019 auf ABC ausgestrahlt. Das Serienfinale lief am 9. September 2019.
Deutschland
Im November 2018 hat sich der Free-TV-Sender Sixx die Rechte an der Fernsehserie gesichert. Zuvor wurde die erste und einzige Staffel am 25. Februar 2020 auf dem Streaming-Portal Joyn Plus+ veröffentlicht und zwischen dem 4. April und dem 27. Juni 2020 auf ProSieben Fun ausgestrahlt.

## Episodenliste
| Nr. | Deutscher Titel            | Originaltitel                 | Erstausstrahlung USA | Deutschsprachige Erstveröffentlichung (D) | Regie               | Drehbuch          | Zuschauer (USA) |
| --- | -------------------------- | ----------------------------- | -------------------- | ----------------------------------------- | ------------------- | ----------------- | --------------- |
| 1   | Hurrikan?                  | Pilot                         | 17. Juni 2019        | 25. Feb. 2020                             | Ken Olin            | Brian Tanen       | 3,69 Mio.       |
| 2   | Feuerwerk                  | Smokeshow                     | 24. Juni 2019        | 25. Feb. 2020                             | Ron Underwood       | Brian Tanen       | 3,16 Mio.       |
| 3   | Baseball                   | Curveball                     | 1. Juli 2019         | 25. Feb. 2020                             | Eva Longoria Bastón | Bob Daily         | 2,96 Mio.       |
| 4   | Das große Blaumachen       | The Big Sickout               | 8. Juli 2019         | 25. Feb. 2020                             | Bill D'Elia         | Curtis Kheel      | 2,77 Mio.       |
| 5   | Sie haben Erpresserpost    | You've Got Blackmail          | 15. Juli 2019        | 25. Feb. 2020                             | Marisol Adler       | Davah Avena       | 2,90 Mio.       |
| 6   | Liebe deinen Nächsten      | Love Thy Neighbor             | 22. Juli 2019        | 25. Feb. 2020                             | Arlene Sanford      | Geoffrey Nauffts  | 2,73 Mio.       |
| 7   | Wo keine Sonne scheint     | Where the Sun Don't Shine     | 29. Juli 2019        | 25. Feb. 2020                             | David Grossman      | Sara Saedi        | 2,95 Mio.       |
| 8   | Die Dunkelste aller Nächte | Long Night's Journey Into Day | 5. Aug. 2019         | 25. Feb. 2020                             | Ellen S. Pressman   | Nicki Renna       | 2,53 Mio.       |
| 9   | Zimmerservice              | Groom Service                 | 12. Aug. 2019        | 25. Feb. 2020                             | Elodie Keene        | Desta Tedros Reff | 2,38 Mio.       |
| 10  | Suite der Lügen            | Suite Little Lies             | 19. Aug. 2019        | 25. Feb. 2020                             | John Terlesky       | Danny Fernandez   | 2,39 Mio.       |
| 11  | Dunkle Kunstwerke          | Art of Darkness               | 26. Aug. 2019        | 25. Feb. 2020                             | Nicole Rubio        | Bob Daily         | 2,48 Mio.       |
| 12  | Lieber Santiago            | Dear Santiago                 | 2. Sep. 2019         | 25. Feb. 2020                             | Barbara Brown       | Curtis Kheel      | 2,24 Mio.       |
| 13  | Der perfekte Sturm         | A Perfect Storm               | 9. Sep. 2019         | 25. Feb. 2020                             | Bill D'Elia         | Brian Tanen       | 2,19 Mio.       |